# ASB Classic 2006
Auckland Open 2006 (також відомий як ASB Classic за назвою спонсора) - жіночий тенісний турнір, що проходив на відкритих кортах з твердим покриттям ASB Tennis Centre в Окленді (Нова Зеландія). Це був 21-й за ліком ASB Classic. Належав до турнірів 4-ї категорії в рамках Туру WTA 2006. Тривав з 2 до 7 січня 2006 року.

## Очки і призові

### Нарахування очок
| Дисципліна       | П  | Ф  | ПФ | ЧФ | 1/8 | 1/16 | Q    | Q3  | Q2  | Q1  |
| Одиночний розряд | 95 | 67 | 43 | 24 | 12  | 1    | 5.5  | 3.5 | 2   | 1   |
| Парний розряд    | 95 | 67 | 43 | 24 | 1   | Н/Д  | 6.25 | Н/Д | Н/Д | Н/Д |

### Призові гроші
| Дисципліна       | П       | Ф       | ПФ     | ЧФ     | 1/8    | 1/16   | Q3   | Q2   | Q1   |
| Одиночний розряд | $22,900 | $12,345 | $6,650 | $3,580 | $1,925 | $1,035 | $555 | $300 | $175 |
| Парний розряд *  | $6,750  | $3,640  | $1,960 | $1,050 | $565   | Н/Д    | Н/Д  | Н/Д  | Н/Д  |

* на пару

## Учасниці основної сітки в одиночному розряді

### Сіяні пари
| Країна     | Гравчиня           | Рейтинг1 | Сіяна |
| ---------- | ------------------ | -------- | ----- |
| Росія      | Надія Петрова      | 7        | 1     |
| Словаччина | Даніела Гантухова  | 17       | 2     |
| Росія      | Олена Лиховцева    | 18       | 3     |
| Росія      | Марія Кириленко    | 25       | 4     |
| Словенія   | Катарина Среботнік | 28       | 5     |
| Франція    | Маріон Бартолі     | 33       | 6     |
| Японія     | Асагое Сінобу      | 35       | 7     |
| Росія      | Віра Звонарьова    | 36       | 8     |

- 1 Рейтинг подано станом на 19 грудня 2005.

### Інші учасниці
Нижче наведено учасниць, які отримали вайлдкард на участь в основній сітці:
- Вікторія Азаренко
- Єлена Докич

Нижче наведено гравчинь, які пробились в основну сітку через стадію кваліфікації:
- Ешлі Гарклроуд
- Анна Кремер
- Ципора Обзилер
- Шенай Перрі

### Знялись
- Надія Петрова (розтягнення лівої пахвини)

## Учасниці основної сітки в парному розряді

### Сіяні пари
| Країна  | Гравчиня        | Країна    | Гравчиня           | Рейтинг1 | Сіяна |
| ------- | --------------- | --------- | ------------------ | -------- | ----- |
| Росія   | Олена Лиховцева | Росія     | Віра Звонарьова    | 19       | 1     |
| Росія   | Марія Кириленко | Аргентина | Паола Суарес       | 46       | 2     |
| Японія  | Асагое Сінобу   | Словенія  | Катарина Среботнік | 49       | 3     |
| Франція | Емілі Луа       | Чехія     | Барбора Стрицова   | 71       | 4     |

- 1 Рейтинг подано станом на 19 грудня 2005.

### Інші учасниці
Нижче наведено пари, які отримали вайлдкард на участь в основній сітці:
- Ліенн Бейкер /  Франческа Любіані

Нижче наведено пари, що пробились в основну сітку через стадію кваліфікації:
- Юлія Шруфф /  Агнеш Савай

### Відмовились від участі
Під час турніру
- Юлія Шруфф /  Агнеш Савай (розтягнення правого стегна у Шруфф)

## Фінальна частина

### Одиночний розряд
- Маріон Бартолі —  Віра Звонарьова 6–2, 6–2[1]

Це був перший титул Бартолі за кар'єру.

### Парний розряд
- Олена Лиховцева /  Віра Звонарьова —  Емілі Луа /  Барбора Стрицова 6–3, 6–4

Для Лиховцевої це був 25-й титул в парному розряді за кар'єру, для Звонарьової - 3-й.